# Associazione Calcio Reggiana 1919 2008-2009
Questa voce raccoglie le informazioni riguardanti della Associazione Calcio Reggiana 1919 nelle competizioni ufficiali della stagione 2008-2009.

## La stagione
La stagione 2008-2009 inizia con la guerra dei tornelli che il decreto Amato rende obbligatori assieme ai biglietti nominativi. Anche il Giglio non è a norma e la Reggiana (che si avvale dell'arrivo di giocatori quali i difensori Mei e Scantamburlo, dal Venezia, del centrocampista Padoin, dallo Spezia, e di tre attaccanti: Dall'Acqua, Falconieri e Florian) deve giocare la sua prima gara (dopo la vittoria di Cesena) a Sassuolo, dove viene sconfitta dalla Pro Patria (1-3). Gli abbonati sono 1800 circa, esclusi quelli dei palchi, circa 300.
Il prosieguo del campionato è però positivo per gli uomini di mister Alessandro Pane. A novembre arriva l'esterno d'attacco Nardini, poco dopo l'attaccante Martini. La Reggiana conquista i Play-off, gli spareggi promozione. Nella gara con la Pro Patria la Reggiana prima segna tre gol e poi si fa sopraffare dai tigrotti che si affermano (4-5). Nella gara di ritorno stessa storia, prima la Reggiana si porta sul (0-2) e alla fine cede (3-2). In finale col Padova va la squadra di Busto Arsizio, che però la perde, così con il Cesena sale in Serie B il Padova.
Nella Coppa Italia la Reggiana esordisce vincendo a Cremona, grazie al Giudice Sportivo che assegna lo (0-3) per posizione irregolare di un calciatore grigiorosso, sul campo è finita (1-0) per la Cremonese, nel secondo turno i granata sbancano Avellino (0-1), nel terzo turno finisce il percorso nella Coppa Italia Nazionale a Sassuolo, (1-0) per i neroverdi. Nella Coppa Italia di Lega Pro granata subito fuori sconfitti (0-1) dal Sudtirol.

## Divise e sponsor
| Prima divisa | Seconda divisa |

## Rosa
| N. |                   | Ruolo | Calciatore           |
| -- | ----------------- | ----- | -------------------- |
|    | Italia (bandiera) | C     | Giuseppe Alessi      |
|    | Ghana (bandiera)  | A     | Boadu Maxwell Acosty |
|    | Italia (bandiera) | P     | Marco Ambrosio       |
|    | Italia (bandiera) | C     | Matteo Arati         |
|    | Italia (bandiera) | D     | Giovanni Bruno       |
|    | Italia (bandiera) | C     | Rosario Bucolo       |
|    | Italia (bandiera) | D     | Andrea Cosner        |
|    | Italia (bandiera) | A     | Stefano Dall'Acqua   |
|    | Italia (bandiera) | D     | Dennis Esposito      |
|    | Italia (bandiera) | A     | Vito Falconieri      |
|    | Italia (bandiera) | C     | Luca Ferrari         |
|    | Italia (bandiera) | A     | Damien Florian       |
|    | Italia (bandiera) | C     | Vito Grieco          |

| N. |                   | Ruolo | Calciatore          |
| -- | ----------------- | ----- | ------------------- |
|    | Italia (bandiera) | A     | Giuseppe Ingari     |
|    | Italia (bandiera) | D     | Marco Mallus        |
|    | Italia (bandiera) | A     | Marco Martini       |
|    | Italia (bandiera) | C     | Antonio Maschio     |
|    | Italia (bandiera) | D     | Massimiliano Mei    |
|    | Italia (bandiera) | C     | Nicolas Migliaccio  |
|    | Italia (bandiera) | C     | Riccardo Nardini    |
|    | Italia (bandiera) | C     | Nicola Padoin       |
|    | Italia (bandiera) | C     | Paolo Ponzo         |
|    | Italia (bandiera) | D     | Davide Scantamburlo |
|    | Italia (bandiera) | D     | Mirco Stefani       |
|    | Italia (bandiera) | P     | Luca Tomasig        |
|    | Italia (bandiera) | D     | Danilo Zini         |

## Risultati

### Lega Pro Prima Divisione

#### Girone di andata
| Arbitro: | Barbeno (Brescia) |

|           |           |                      |
| Motta 47’ | Marcatori | 27’ Maschio 70’ Zini |

| Arbitro: | Del Giovane (Albano Laziale) |

|             |           |                                      |
| Florian 79’ | Marcatori | 19’ Dalla Bona 28’ Fofana 89’ Toledo |

| Arbitro: | Barbiero (Vicenza) |

|              |           |         |
| Pisacane 46’ | Marcatori | 49’ Mei |

| Arbitro: | Massa (Imperia) |

|                            |           |           |
| Maschio 44’ Falconieri 56’ | Marcatori | 53’ Poggi |

| Arbitro: | Carbone (Napoli) |

|               |           |                               |
| Bertolini 41’ | Marcatori | 39’ Dall'Acqua 72’ Falconieri |

| Arbitro: | Paparazzo (Catanzaro) |

|  |           |                                |
|  | Marcatori | 21’ Bracaletti 81’ Quintavalla |

| Arbitro: | La Mura (Nocera Inferiore) |

|                            |           |             |
| Centurioni 42’ Bertani 46’ | Marcatori | 64’ Maschio |

| Reggio Emilia 19 ottobre 2008 8ª giornata | Reggiana               | 0 – 0 | Verona | Stadio Giglio\| Arbitro: \| Liotta (Caltanissetta) \| |
| Arbitro:                                  | Liotta (Caltanissetta) |       |        |                                                       |

| Arbitro: | Tidona (Torino) |

|                              |           |                         |
| Nardini 19’ (aut.) Torri 66’ | Marcatori | 52’ Florian 78’ Maschio |

| Arbitro: | Gambini (Roma) |

|                  |           |             |
| Scantamburlo 55’ | Marcatori | 68’ Zizzari |

| Arbitro: | Pecorelli (Arezzo) |

|             |           |                               |
| Carlini 44’ | Marcatori | 31’ (rig.) V. Grieco 60’ Zini |

| Arbitro: | Di Francesco (Teramo) |

|                           |           |  |
| V. Grieco 16’ Maschio 46’ | Marcatori |  |

| Crema 23 novembre 2008 13ª giornata | Pergocrema                | 0 – 0 | Reggiana | Stadio Giuseppe Voltini\| Arbitro: \| Pagano (Torre Annunziata) \| |
| Arbitro:                            | Pagano (Torre Annunziata) |       |          |                                                                    |

| Arbitro: | Zanichelli (Genova) |

|                                                 |           |  |
| Cuffa 48’ Mortelliti 54’ Cunico 64’ (rig.), 79’ | Marcatori |  |

| Arbitro: | Guida (Torre Annunziata) |

|                |           |  |
| Dall'Acqua 61’ | Marcatori |  |

| Padova 16 dicembre 2008 16ª giornata | Padova                       | 0 – 0 | Reggiana | Stadio Euganeo\| Arbitro: \| Ferraioli (Nocera Inferiore) \| |
| Arbitro:                             | Ferraioli (Nocera Inferiore) |       |          |                                                              |

| Arbitro: | Flamingo (Pisa) |

|            |           |  |
| Ingari 38’ | Marcatori |  |

#### Girone di ritorno
| Arbitro: | Lupo (Matera) |

|             |           |  |
| Stefani 51’ | Marcatori |  |

| Arbitro: | Carbone (Napoli) |

|  |           |             |
|  | Marcatori | 35’ Martini |

| Arbitro: | Baratta (Salerno) |

|                       |           |             |
| Maschio 49’ Ponzo 54’ | Marcatori | 33’ Pintori |

| Arbitro: | Guida (Torre Annunziata) |

|                  |           |             |
| Poggi 43’ (rig.) | Marcatori | 38’ Maschio |

| Arbitro: | Bergher (Rovigo) |

|                           |           |                  |
| Alessi 14’ Dall'Acqua 54’ | Marcatori | 74’ (rig.) Campi |

| Arbitro: | Gallione (Alessandria) |

|                         |           |  |
| Ghetti 30’ Cabeccia 76’ | Marcatori |  |

| Reggio Emilia 1º marzo 2009 24ª giornata | Reggiana        | 0 – 0 | Novara | Stadio Giglio\| Arbitro: \| Magno (Catania) \| |
| Arbitro:                                 | Magno (Catania) |       |        |                                                |

| Arbitro: | Palazzino (Ciampino) |

|                        |           |               |
| Rantier 10’ Parolo 16’ | Marcatori | 62’ N. Padoin |

| Arbitro: | Di Francesco (Teramo) |

|             |           |            |
| Martini 25’ | Marcatori | 70’ Bolzan |

| Ravenna 29 marzo 2009 27ª giornata | Ravenna      | 0 – 0 | Reggiana | Stadio Bruno Benelli\| Arbitro: \| Nasca (Bari) \| |
| Arbitro:                           | Nasca (Bari) |       |          |                                                    |

| Arbitro: | Liotta (Caltanissetta) |

|                             |           |             |
| Scantamburlo 47’ Acosty 61’ | Marcatori | 39’ Carlini |

| Arbitro: | Gallo (Barcellona Pozzo di Gotto) |

|              |           |          |
| Nizzetto 47’ | Marcatori | 82’ Zini |

| Arbitro: | Coccia (San Benedetto del Tronto) |

|             |           |  |
| Martini 41’ | Marcatori |  |

| Arbitro: | Cervellera (Taranto) |

|            |           |  |
| Stefani 8’ | Marcatori |  |

| Arbitro: | Doveri (Roma) |

|                                              |           |                         |
| Scantamburlo 26’ (aut.) Coda 69’ Temelin 88’ | Marcatori | 81’ Martini 87’ Maschio |

| Arbitro: | G. Stefanini (Livorno) |

|  |           |                |
|  | Marcatori | 52’ Varricchio |

| San Benedetto del Tronto 17 maggio 2009 34ª giornata | Sambenedettese   | 0 – 0 | Reggiana | Stadio Riviera delle Palme\| Arbitro: \| Giancola (Vasto) \| |
| Arbitro:                                             | Giancola (Vasto) |       |          |                                                              |

### Play-off
| Arbitro: | Guida (Torre Annunziata) |

|                                               |           |                                                          |
| Alessi 24’ Maschio 29’ Ingari 34’ Stefani 72’ | Marcatori | 34’, 61’, 89’ (rig.) Do Prado 44’ Masciano 61’ Cristiano |

| Arbitro: | Liotta (Caltanissetta) |

|                                          |           |                        |
| Dalla Bona 38’ Toledo 48’ Do Prado 90+3’ | Marcatori | 14’ Ingari 29’ Stefani |

### Coppa Italia
| Arbitro: | Gallione (Alessandria) |

|               |           |  |
| Cozzolino 90’ | Marcatori |  |

| Arbitro: | Damato (Barletta) |

|  |           |             |
|  | Marcatori | 60’ Stefani |

| Arbitro: | Banti (Livorno) |

|              |           |  |
| Salvetti 84’ | Marcatori |  |

### Coppa Italia Lega Pro
| Arbitro: | Benassi (Bologna) |

|  |           |              |
|  | Marcatori | 63’ De Lucia |